# Smart (automóvel)
Smart é uma marca automotiva alemã, joint venture estabelecida pela Mercedes-Benz e pela Geely em 2019, para produzir carros na China para serem comercializados globalmente. O empreendimento tem sede em Liampó. A marca produz pequenos veículos elétricos a bateria em sua fábrica na China, enquanto anteriormente a marca era conhecida por produzir microcarros e subcompactos, principalmente o Fortwo e o Forfour, em Hambach na França, e na fábrica de Novo Mesto na Eslovênia. Suas atividades de distribuição, marketing e pós-venda na Europa são atualmente administradas pela smart Europe GmbH, com sede em Estugarda, Alemanha.

## Modelos
| Produção        | Modelo                                                 | Imagem |
| 1998–2000       | Smart City-Coupé & City-Cabrio                         |        |
| 2002            | Smart Crossblade                                       |        |
| 2001–2007       | Smart City-Coupé & City-Cabrio (Fortwo depois de 2008) |        |
| 2001–2004       | Smart K (Japão)                                        |        |
| 2003–2005       | Smart Roadster                                         |        |
| 2004–2006       | Smart Forfour                                          |        |
| 2008–atualmente | Smart Fortwo                                           |        |
| 2018–atualmente | Smart Fortwo ED                                        |        |
| 2022–atualmente | Smart #1                                               |        |
| 2024            | Smart #3                                               |        |

### Não-produzidos
- Smart Formore